# Centralny Ośrodek Naukowej Informacji Wojskowej
Centralny Ośrodek Naukowej Informacji Wojskowej (CONIW) – placówka w resorcie obrony narodowej, która prowadziła działalność w zakresie informacji naukowej i fachowej.

## Historia
Ośrodek został powołany przez ministra obrony narodowej 5 grudnia 1969 r. (zarządzenie MON nr 67) w celu usprawnienia działalności informacyjnej w siłach zbrojnych. Pierwotnie został usytuowany w strukturach Sztabu Generalnego WP, a następnie podlegał pod Departament Nauki i Szkolnictwa Wojskowego MON.
CONIW został rozformowany z dniem 31 grudnia 2009 roku, a jego zadania i funkcje przejęła Centralna Biblioteka Wojskowa im. Marszałka Józefa Piłsudskiego.

## Działalność
CONIW koordynował działalność merytoryczną placówek informacyjnych resortu (gromadził, opracowywał, przetwarzał i upowszechniał informacje). Prowadził własne prace badawczo-rozwojowe i studyjne w dziedzinie informacji naukowej. Promował i upowszechnianiał informację naukową z zakresu wojskowości. Współpracował z placówkami informacyjnymi państw członkowskich NATO, w tym działał w pracach Information Management Committee działającego w ramach NATO RTO.
Informatorium CONIW przyjmował i odpowiadał na zapytania informacyjne składane przez osoby zainteresowane zagadnieniami związanymi z szeroko pojętą wojskowością. Realizował zapytania: bibliograficzne, tematyczne, opracowywał wyciągi z aktów prawnych, opracowywał informacje skierowujące do innych instytucji.
CONIW prowadził również działalność wydawniczą. Redakcja wydawała kwartalnik „Przegląd informacyjno-dokumentacyjny”, Biuletyn o pracach studyjnych realizowanych w Siłach Zbrojnych RP oraz gromadziła i wydawała materiały pokonferencyjne.